# Набережная Матисова канала
Набережная Ма́тисова канала — набережная в Красносельском районе Санкт-Петербурга. Располагается на южном берегу Матисова канала, в микрорайоне Балтийская жемчужина.

## История
Название было присвоено 17 января 2017 года.

## Транспорт
Метрополитен: ближайшие станции — «Кировский завод», «Автово», «Ленинский проспект», «Проспект Ветеранов»; ведётся устройство стройплощадки станции «Юго-Западная».
- Автобусные маршруты № 160, 239, 300, 333
- троллейбусный маршрут № 41